# Compagnia di San Francesco di Paola dei Tessitori d'Opera
La Compagnia di San Francesco di Paola dei Tessitori d'Opera è stata un'antica confraternita di Firenze.

## Storia
La confraternita laicale venne fondata nel 1595 da un gruppo di artigiani che svolgevano i mestiere di tessitori di seta, di drappi figurati e con fili d'oro, e si riuniva in via San Paolino, in un ambiente annesso alla chiesa di San Francesco di Paola, dal cui santo titolare presero il nome. Era riservata ai lavoranti (gli "operai") e non vi si potevano iscrivere i maestri, cioè i capi delle botteghe. Condivideva la sede con la Compagnia nottura della "Santissima e Immacolata Concezione". 
Nel censimento del 1783 sono ricordati sessanta membri. 
Come moltissime altre confraternite toscane, fu soppressa da Pietro Leopoldo il 21 marzo del 1785 e mai più ripristinata.

## Pratiche religiose
Si trattava di una delle confraternite a carattere "professionale", in cui i membri offrivano reciprocamente sostegno morale ed economico, anche in caso di malattia e vecchiaia. Vi si trattava inoltre di questioni legate all'esercizio della professione, come sottinsieme ben più ristretto delle corporazioni. Tra questi lavoranti c'erano anche molte donne, che potevcano iscriversi alla Compagnia. 
Le riunioni avvenivano la seconda e la quarta domenica del mese, oltre che nelle festività della Quaresima, delle feste degli Apostoli e di Maria, per Pasqua, Natale, Corpus Domini (quando i confratelli sfilavano in processione), Ognissanti e per la festa del patrono, il 2 aprile, e la domenica seguente. Durante la festa patronale andavano in processione fino alla chiesa di San Giuseppe, dove erano custodite alcune reliquie del santo.

## Stemma e simboli
Lo stemma della confraternita è di rosso, al sole d'oro con sedici raggi serpeggianti e con al centro la scritta "Caritas", abbreviata nella seconda A con un degno diacritico sulla T.
I membri indossavano una veste cinta da un cordiglio o una fune, con l'emblema della confraternita cucito sopra.